# تفاف بستاني
التِفاف البستاني أو الجعضيض البستاني  نوع نباتي معمر يتبع جنس التِفاف من الفصيلة النجمية.

## البيئة والانتشار
موطنه آسيا وأوروبا، ولكنه انتشر في كل أنحاء العالم. يعد نباتاً مجتاحاً في منطقة البحيرات العظمى في الولايات المتحدة.

## معرض صور

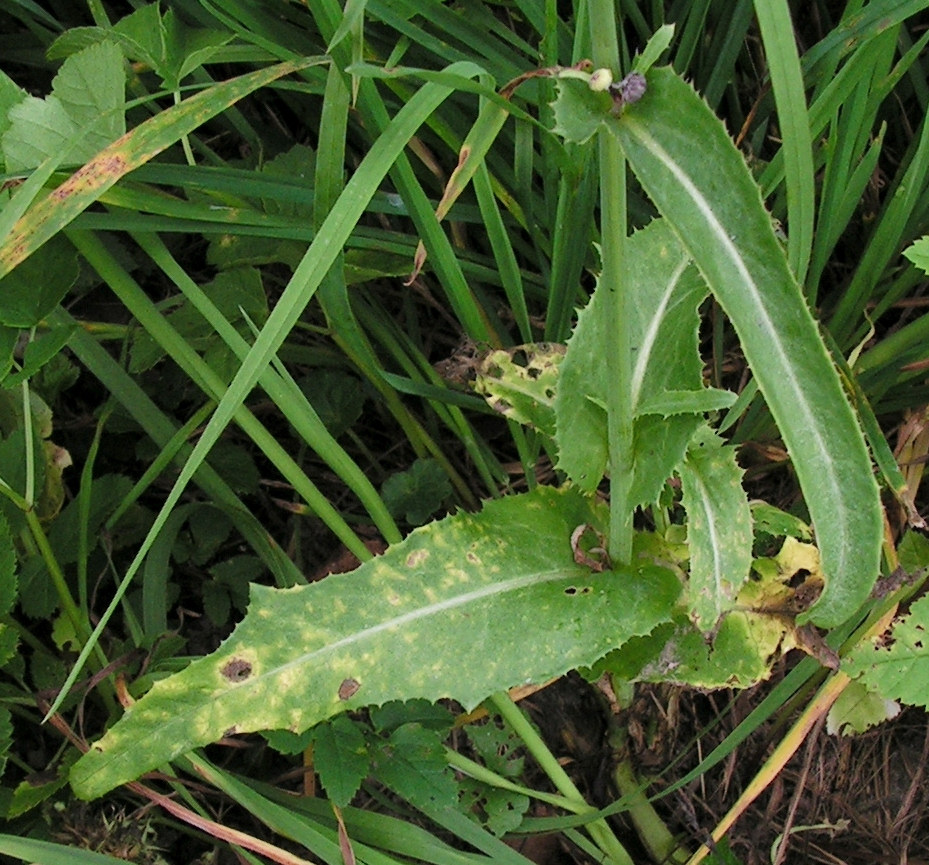
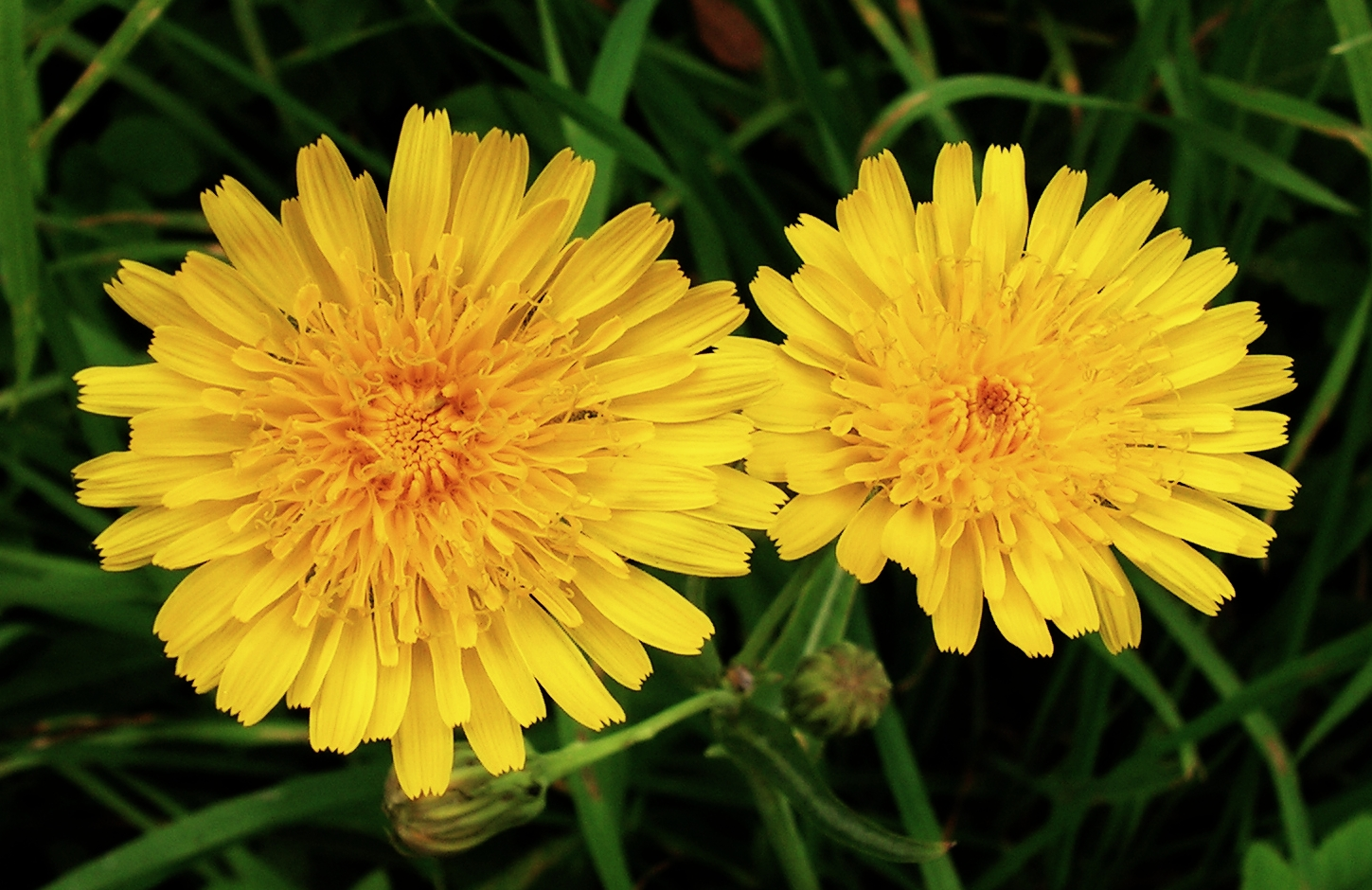
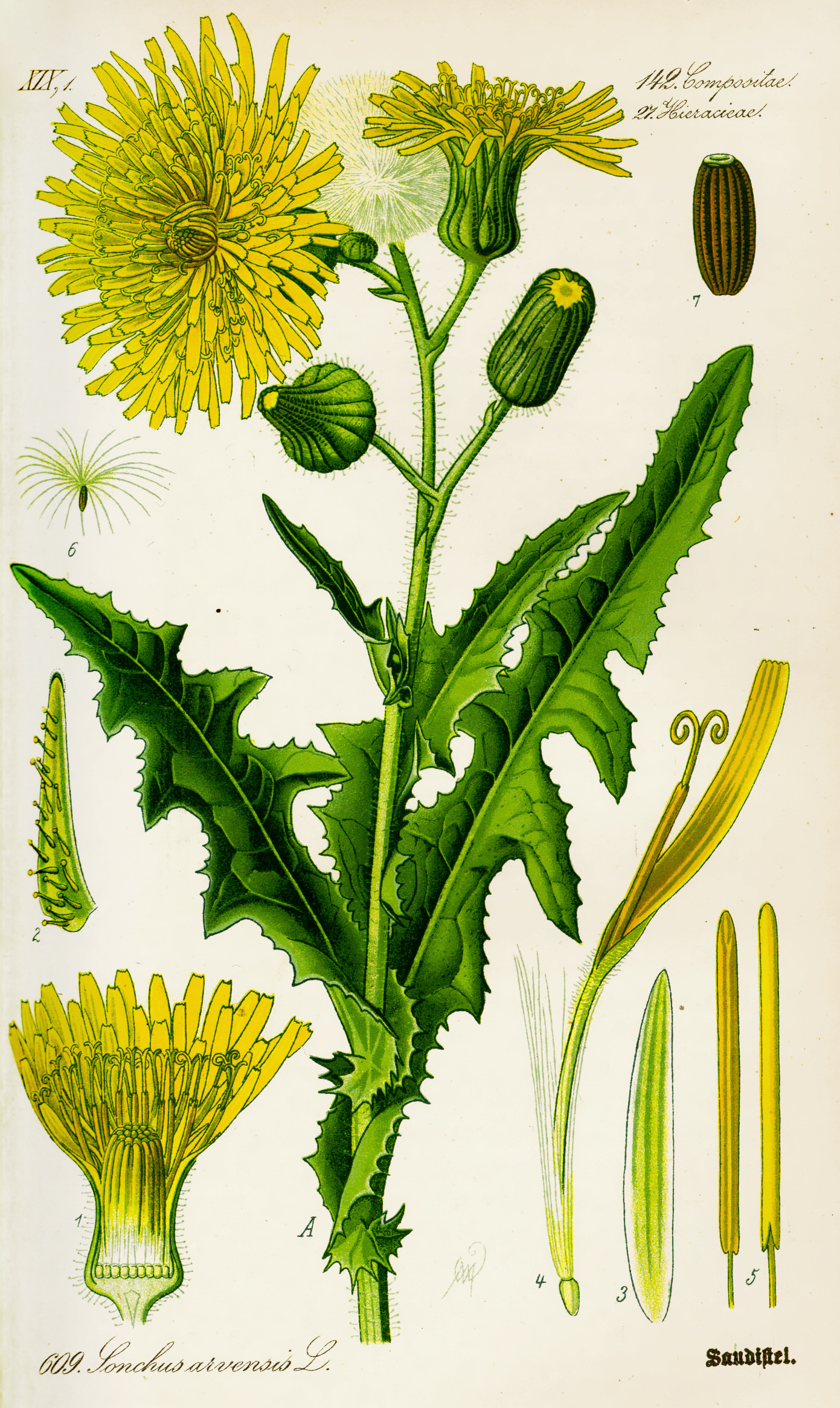